# 上野松次郎 (5代)

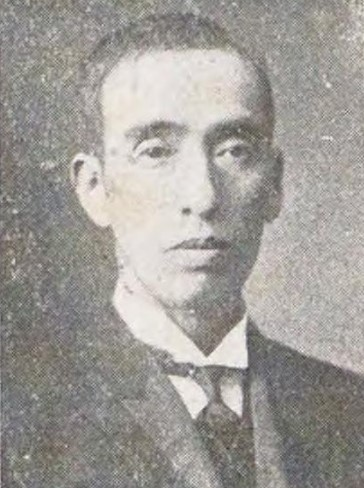
上野松次郎

5代上野 松次郎（うえの まつじろう、旧姓・鵜月、前名・豊次郎、1860年3月31日〈万延元年3月10日〉 - 1939年〈昭和14年〉11月27日）は、日本の商人（油屋、肥料商）、政治家。衆議院議員、栃木県多額納税者、資産家、実業家。族籍は栃木県平民。

## 人物
下総国銚子（現・千葉県銚子市）生まれ。鵜月庄蔵の二男。鵜月庄三郎の弟。1883年、栃木県宇都宮の上野家の4代目松次郎の長女タミと結婚し、養子となり、1889年、上野家の家督を相続した。
五代目松次郎として家業の肥料商を営み、また肥料問屋として業界で重きをなした。また銀行会社の重役だった。宇都宮商工会議所初代会頭、宇都宮銀行、下野中央銀行各頭取、下野製紙、宇都宮瓦斯、上野松次郎商店各代表取締役などをつとめた。
宇都宮市会議員、同市参事会員等に挙げられた。1914年、宇都宮市会議長に選出された。1917年、衆議院議員に当選、立憲政友会に所属し、1期務めた。独力で宇都宮私立幼稚園を設立し、その園長となる。
貴族院多額納税者議員選挙の互選資格を有した。住所は栃木県宇都宮市本郷町。

## 家族・親族
上野家
初代松次郎は新兵衛の長男として1788年に材木町に生まれ、24歳の時に家督を相続して家業の製油業に専念。屋号を『油松』といい、初代松次郎は材木町・油屋松次郎の名で業務を急拡大させる。初代松次郎の次男三代松次郎は、製油工程で副産物として生成される油粕を肥料として販売。
- 養祖父・三代松次郎（1835年 - 1916年、榮次郎[12]）
- 養母・モト（1848年 - ?）[12]
- 養父・四代松次郎[1][5]
- 弟・房吉（1869年 - ?、分家）[1][11]
  - 同妻・カメ（1876年 - ?、栃木、篠原彌兵衛の妹）[1][11]
- 妻・タミ（1867年 - ?、養父・松次郎の長女）[1][5]
- 長男・六代松次郎（1887年 - 1954年、前名・順一[1][5]、貴族院議員、栃木県多額納税者、肥料商、上野松次郎商店代表取締役）
  - 同妻・まさ（1891年 - ?、茨城、武藤久兵衛の妹）[12]
- 二男・誠次（1891年 - ?、分家・上野房吉の養子となる）[11]
- 三男・三郎[1][5]（1894年 - ?、下野製紙取締役東京支店長）
  - 同妻・さだ子（1904年 - ?、埼玉、田村新蔵の五女）[7]
- 男・俊三[1][5]（1901年 - 1988年）
- 長女・シゲ（1898年 - ?、埼玉、田村新蔵の長男・章四郎の妻）[5][7]
- 二女・静子（1906年 - ?、茨城、植田竹四郎の妻）[5]
- 三女・隆子（1909年 - ?、埼玉、儘田勝次郎の長男・東一郎の妻）[5]
- 養子
  - 米七（1879年 - ?、養子・はんの夫、栃木、駒場源八の二男）[12]
  - はん（1883年 - ?、養子・米七の妻、茨城、中村喜一郎の三男）[12]

親戚
- 初代田村新蔵（埼玉県多額納税者、資産家、大地主、農業、洋紙、砂糖、小麦粉販売業、粕壁銀行頭取）
- 2代目田村新蔵（前名・章四郎、埼玉県多額納税者、東武商事代表取締役、農業、洋紙、砂糖、小麦粉販売業）